# Ram Baran Yadav
Ram Baran Yadav, em nepali रामवरण यादव, (Sapahi VDC-9, Dhanusha, 4 de fevereiro de 1948) foi o secretário-geral do partido Congresso Nepalês e foi eleito como primeiro presidente do Nepal, em 21 de julho de 2008, com 308 dos 590 votos da Assembleia Constituinte Nepalesa.

## Vida política
Yadav atuou como Ministro de Estado da Saúde de 1991 a 1994.  Ele foi eleito para a Câmara dos Representantes nas eleições de 1999 como candidato do Congresso Nepalês, tornando-se o Ministro da Saúde no governo subsequente.
Em maio de 2007, a residência de Yadav em Janakpur foi atacada por militantes do Janatantrik Terai Mukti Morcha (JTMM). O JTMM colocou um aviso de apreensão na casa, hasteou suas bandeiras e detonou uma bomba. Yadav disputou o distrito eleitoral de Dhanusa-5 na eleição da Assembleia Constituinte de abril de 2008 e ganhou a cadeira, obtendo 10 392 votos.
Yadav foi eleito como o primeiro presidente do Nepal em um segundo turno de votação em 21 de julho de 2008. Ele recebeu 308 dos 590 votos expressos na Assembleia Constituinte, Ram Raja Prasad Singh, que havia sido nomeado pelo Partido Comunista do Nepal (Maoísta), em um segundo turno de votação. Yadav foi empossado como presidente em 23 de julho de 2008. Chefe de Justiça do Nepal Kedar Prasad Giri administrou o juramento de posse e sigilo a Yadav em Shital Niwas, Rastrapati Bhawan. Yadav também prestou juramento ao vice-presidente Parmananda Jha.